# 北京穆斯林大厦
39°54′47″N 116°24′17″E / 39.91313°N 116.40469°E

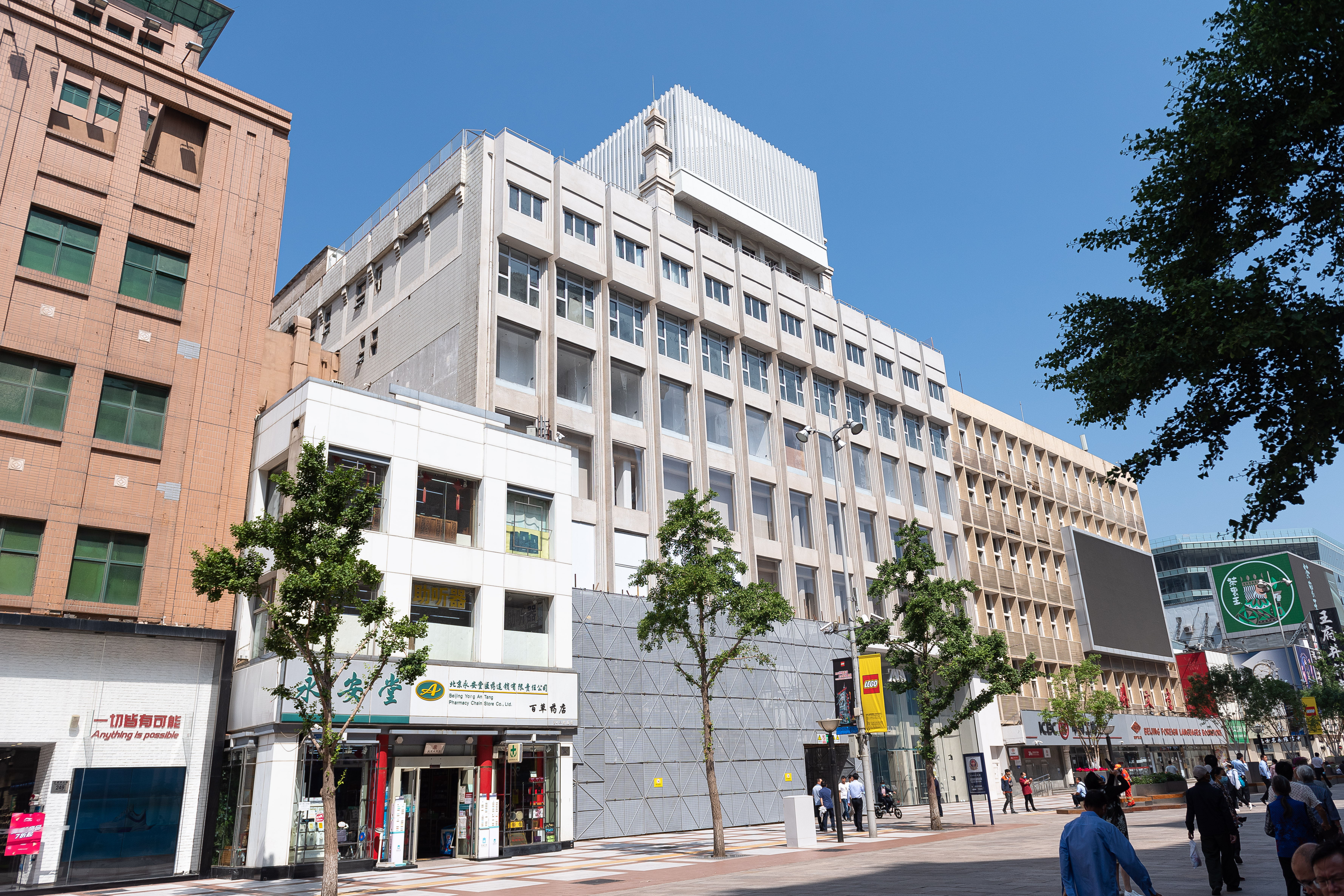
改造中的北京穆斯林大厦（2021年6月）

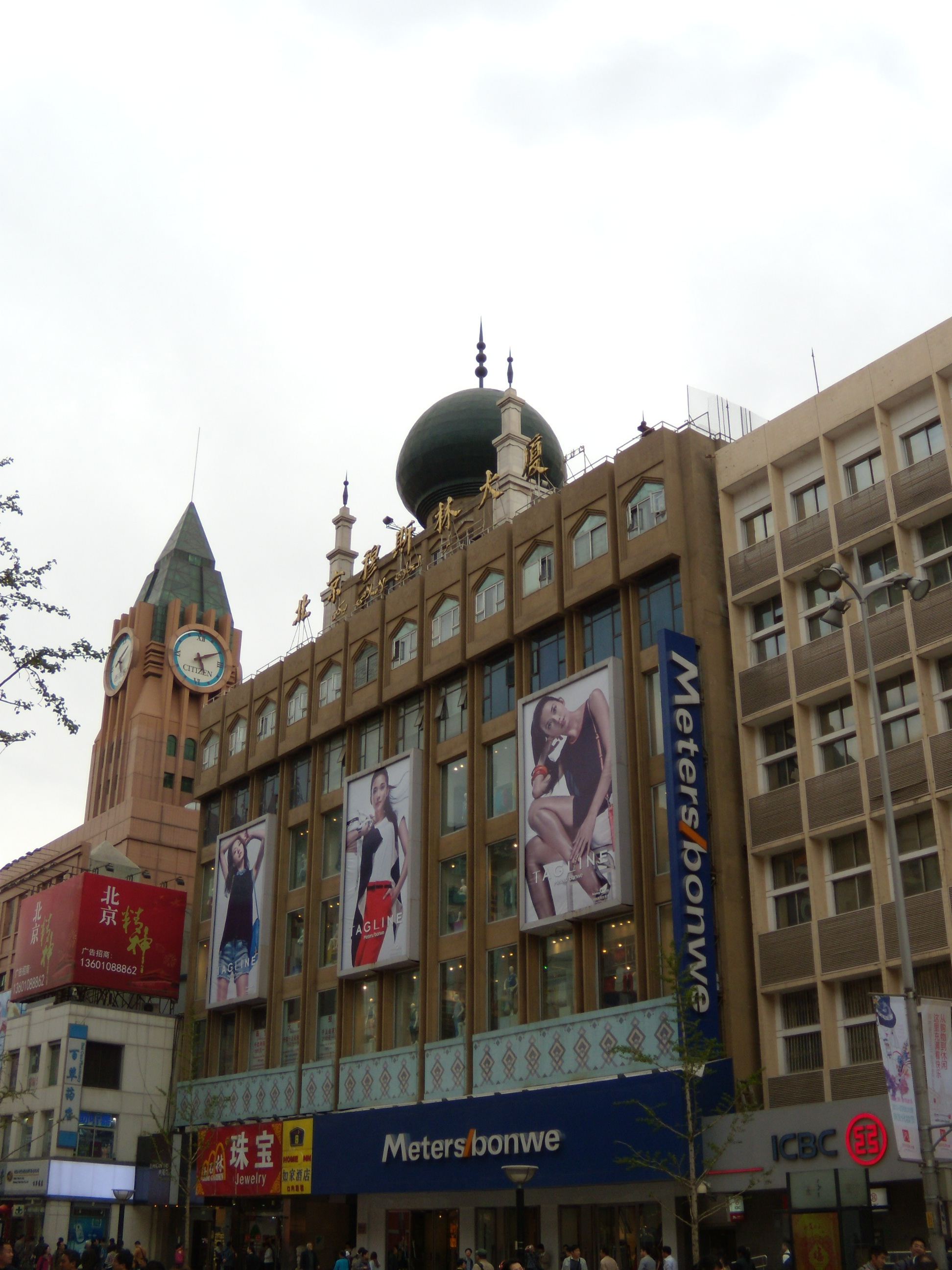
北京穆斯林大厦

北京穆斯林大厦位于中国北京市东城区王府井大街241号至245号，是为穆斯林服务的商业中心。

## 简介
中華人民共和國改革开放后，到北京从事经济及文化交流的各国穆斯林日增。北京穆斯林为尽东道之谊，便提出筹建北京穆斯林大厦，地址选在王府井清真寺遗址。北京穆斯林大厦于1986年10月9日奠基，经过将近4年的施工，于1990年4月竣工，7月开始营业，开业时间赶在了第11届亚运会开幕前夕。

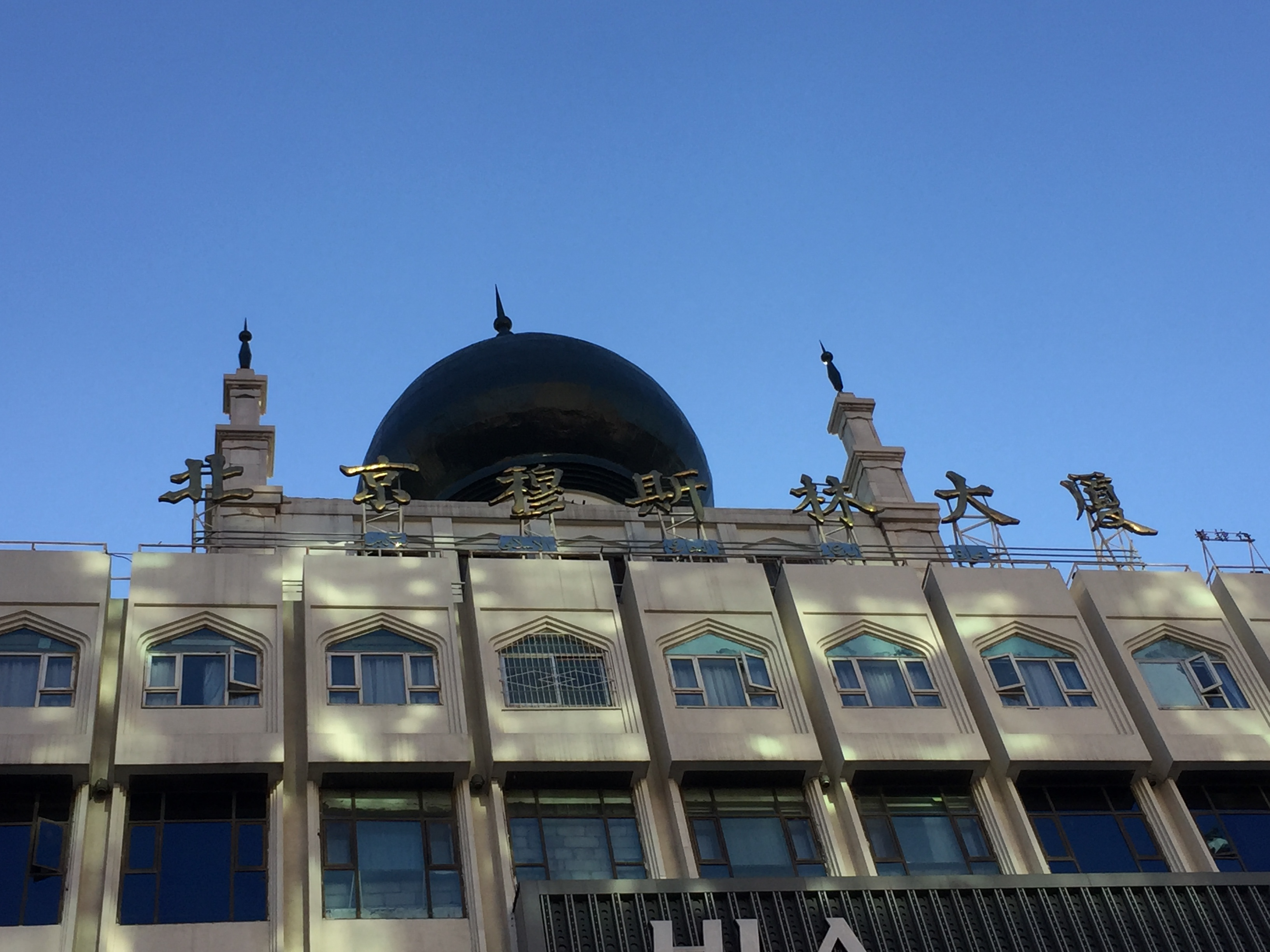
北京穆斯林大厦

北京穆斯林大厦共有十层，高47米，建筑面积达一万平方米。大厦顶部为绿色的圆顶，大厦外立面有茶色玻璃，大厦底座为黑色大理石筑成。全国政协副主席杨静仁题写了“北京穆斯林大厦”匾额。